# Петнист кюкавец
Петнистият кюкавец (Actitis macularius) е птица от семейство Бекасови (Scolopacidae).

## Разпространение
Видът е разпространен в близост до сладки води в по-голямата част от Канада и Съединените щати. Те мигрират в южната част на САЩ, Карибите и Южна Америка и по-рядко в Западна Европа. Рядко могат да се видят в ята.
Среща се и в България.